# Allan Barnes
Allan Curtis Barnes (Detroit, 27 september 1949 - aldaar, 25 juli 2016) was een Amerikaanse jazzmuzikant die saxofoon, fluit en klarinet speelde. Hij was voornamelijk actief in Detroit.

## Biografie
Barnes kreeg zijn eerste muzieklessen van twee ooms. In 1967 ging hij het Amerikaanse leger in waar hij werd opgeleid aan de U.S. Naval School of Music. Hij was in Vietnam actief in de 4th Division Army Band.
Na zijn diensttijd keerde hij terug naar Detroit. Hij werd ontdekt door trompettist Donald Byrd, die les gaf aan Howard University. Barnes werd lid van Byrds groep The Blackbyrds en nam hiermee twee albums op. Een paar nummers op het eerste album waren van de hand van Barnes: "Summer Love" en "The Blackbirds Theme". Op het tweede album, met de hitsingle "Walking in Rhythm" speelde Barnes ook fluit.
Barnes had tevens een eigen band, Allan Barnes and Primetime. Hij speelde en nam op met talloze musici, onder wie Gil Scott-Heron, Lyman Woodard David II, Fred Wesley, Nina Simone, Lee Oscar, Pini Cohen, Bennie Maupin, Siggy Dillard, Delbert Taylor, Robert Guillaume, Wilson Pickett, Christian DiMaggio, Lakeside, Ceri Lucas, Prince, de Mizell Brothers, Marcus Belgrave, Harold McKinney, Bootsy Collins, the Detroit Experiment, Regina Carter, Geri Allen, the Dramatics, the Interzone Orchestra, Reggie Braxton, Sandy Patton, Dwight Adams, Sunny Wilkinson, Sunny Girl, Martha Reeves, Mary Wilson, Teddy Harris, Roy Brooks, Big John Patton, Milt Hinton, Grant Green, Pharoah Sanders, Sonny Rollins en Billy Taylor.
Als componist werkte Barnes samen met John Malone en R. Kelly (de single “Money Makes the World Go Round”). Hij schreef muziek voor commercials en voor de PBS-film One Night’s Run en de serie Small Business Magazine, eveneens van PBS. Hij bedacht en presenteerde de show Jazzland (PBS) en had een groot aandeel in de PBS-special American Jazz Greats: Evolution of the Jazz Saxophone. Hij had een cameo-rol in Clint Eastwood's film Bird (1988).

## Latere projecten
Barnes leidde de band Giant Steps, bestaande uit zes bandleiders: Cliff Monear, Marion Hayden, Rayse Biggs, Sunny Wilkinson en Gayelynn McKinney. 
Hij speelde mee op opnames van hiphop-artiesten uit Detroit, zoals Finale, Big Tone en Stryfe, en werkte vanaf 2007 regelmatig samen met de hiphop/funk fusion band Gorilla Funk Mob. In 2012 speelde hij mee op het album Rebirth of Detroit (2012), een plaat waarop hip-ho-musici uit Detroit spelen op beats van de legendarische producer J Dilla.

## Overlijden
Barnes overleed op 25 juli, 2016 aan de gevolgen van een hartaanval.

## Discografie (selectie)
- The Caretaker, Riza Records, 1985/6
- Walking in Rhythm, Motorpoint Music, 2000
- Live at Baker's Keyboard Lounge (met Prime Time), SB Media, 2005
- Walking in Rhythm, SB Media, 2006